# Avichaca
Avichaca ist eine Ortschaft im Departamento La Paz auf dem Altiplano des südamerikanischen Anden-Hochgebirges in Bolivien.

## Lage im Nahraum
Avichaca ist der drittgrößte Ort des Kanton Achacachi im Municipio Achacachi in der Provinz Omasuyos. Die Ortschaft liegt auf einer Höhe von 3860 m direkt nördlich des Kegelberges Avichaca, der 150 Meter aus der Ebene des Golfes von Achacachi aufragt. Zwei Kilometer westlich von Avichaca fließt der Río Kjarkajahuira, der nach zwei Kilometern die Stadt Achacachi passiert und dreizehn Kilometer flussabwärts in den Titicacasee mündet.

## Geographie
Das Klima im Raum Avichaca leitet sich ab aus der Höhenlage auf dem Altiplano und der Nähe zur großen Wasserfläche des Titicacasee, der die Temperaturschwankungen abmildert.
Die Jahresdurchschnittstemperatur liegt bei 11 °C (siehe Klimadiagramm Achacachi), wobei der Monatsdurchschnitt im kältesten Monat (Juli) mit 8 °C nur wenig von den wärmsten Monaten (November bis März) mit 12 °C abweicht. Das Klima ist arid von Juni bis August mit nur sporadischen Niederschlägen und humid in den Sommermonaten, vor allem von Dezember bis März, mit Monatsniederschlägen von teilweise mehr als 100 mm. Der Jahresniederschlag liegt bei etwa 600 mm.

## Verkehrsnetz
Die Ortschaft liegt in einer Entfernung von 102 Straßenkilometern nordwestlich von La Paz, der Hauptstadt des Departamentos.
Von La Paz aus führt die asphaltierte Nationalstraße Ruta 2 in westlicher Richtung nach El Alto und weiter in nordwestlicher Richtung über Vilaque und Palcoco nach Batallas. Von hier führt die Ruta 2 weiter nach Copacabana am Titicaca-See, bei Huarina zweigt die Ruta 16 nach Norden ab, die nach Achacachi führt und weiter entlang der peruanischen Grenze bis ins bolivianische Tiefland. Am Nordrand von Achacachi zweigt der Camino Achacachi-Chachacomani von der Ruta 16 nach Südosten ab und erreicht nach sechs Kilometern Avichaca.

## Bevölkerung
Die Einwohnerzahl der Ortschaft ist im vergangenen Jahrzehnt leicht angestiegen:
| Jahr | Einwohner         | Quelle       |
| ---- | ----------------- | ------------ |
| 1992 | keine Detaildaten | Volkszählung |
| 2001 | 804               | Volkszählung |
| 2012 | 860               | Volkszählung |
| 2024 |                   | Volkszählung |